# 전국자위대
《전국자위대》(戰國自衛隊)는 일본에서 제작된 사이토 미츠마사 감독의 1979년 SF, 전쟁, 모험 영화이다. 치바 신이치 등이 주연으로 출연하였고 모토무라 타케시 등이 제작에 참여하였다.

## 출연

### 주연
- 치바 신이치

### 조연
- 에토 준
- 이토 토시타카
- 카도카와 하루키
- 카마야츠 히로시
- 카와라자키 켄조
- 코이케 아사오
- 쿠도 켄타로
- 쿠라이시 코
- 쿠사카리 마사오
- 미우라 요이치
- 나카야 노보루
- 나리타 미키오
- 나츠키 이사미
- 나츠야기 이사오
- 니시키노 아키라
- 오카다 나나
- 오마에 히토시
- 오노 미유키
- 류 라이타
- 사나다 히로유키
- 스즈키 히로미츠
- 츠지 만초
- 와타세 츠네히코
- 야쿠시마루 히로코

## 기타
- 원작자: 한무라 료
- 미술: 우에다 히로시